# Russischer Militäreinsatz in Syrien
Mit dem russischen Militäreinsatz dem Kampfeinsatz der Streitkräftegruppierung Russlands in Syrien – greift die Russische Föderation seit September 2015 vor allem mit Luftangriffen auf Seiten der bis Dezember 2024 bestehenden Regierung Syriens unter Präsident Assad in den Syrienkrieg ein.
Der Feldzug (englisch campaign, russisch кампания) der Streitkräftegruppierung Russlands verhalf der syrischen Armee zur Zurückgewinnung großer Teile des Staatsterritoriums und dadurch die Regierung zu stabilisieren.
Der Militäreinsatz galt für Russland auch politisch als erfolgreich, weil die Russische Föderation damit wieder auf Augenhöhe mit den USA handeln konnte. Als wesentlicher Erfolg des militärischen Eingreifens durch Russland galt der Machterhalt der Regierung von Präsident Assad.
Das Eingreifen in den Bürgerkrieg war geprägt durch eine Kriegführung, die wenig Rücksicht auf die Zivilbevölkerung nahm, bzw. sogar ganz bewusst zivile Ziele wie Wohngebiete, Schulen und Krankenhäuser angriff. Die russische Luftwaffe flog systematische Angriffe auf syrische Städte, um die Moral ihrer Bewohner zu brechen. Sogenannte humanitäre Korridore seien lediglich eingerichtet worden, um nach einer Frist umso massivere Angriffe durchzuführen, in denen jeder verbliebene Zivilist als legitimes Ziel gegolten habe.

## Streitkräftegruppierung Russlands in Syrien

### Vorgeschichte
Während der Kriegszeit bis zum Herbst 2015 verloren die regierungstreuen Streitkräfte Syriens faktisch das gesamte Territorium. Unter Regierungskontrolle verblieben 10 Prozent des syrischen Staatsterritoriums.
Nach Einschätzung des Generalstabes Russlands stand den Regierungstruppen Syriens faktisch eine reguläre Armee mit 1500 Panzern und gepanzerten Fahrzeugen und 1200 Rohren Artillerie gegenüber, die von ausgebildeten Kommandeuren, darunter ehemaligen irakischen Offizieren geführt wurde. Zum 30. September 2015 seien in allen gegnerischen Formationen in Syrien circa 59.000 Kämpfer gewesen und diese in den folgenden zwei Jahren nochmals um 10.000 Anwerbungen verstärkt worden. Der Anteil der Personen mit Herkunft aus der Russischen Föderation wird mit mehr als 2800 Ausgereisten angegeben.
Am 30. September 2015 gab der Sprecher des Verteidigungsministeriums der Russischen Föderation bekannt, dass Russland der Bitte der syrischen Regierung um militärische Unterstützung entsprochen habe. Die USA wurden vorab über den Angriffsbeginn informiert.
Am 30. September 2015 hatte der Föderationsrat, das Oberhaus Russlands, Präsident Wladimir Putin ermächtigt, eine Streitkräftegruppierung Russlands in Syrien einzusetzen. Ein Einsatz von Bodentruppen wurde ausgeschlossen. Das Ziel des Militäreinsatzes ist die Unterstützung der syrischen Regierungstruppen.
In einer im russischen Fernsehen übertragenen Rede am 11. Oktober 2015 sagte Präsident Putin, dass der Militäreinsatz im Vorfeld sorgfältig vorbereitet worden war und die Aufgabe sei, die legitime Macht in Syrien zu stabilisieren und die Bedingungen für einen politischen Kompromiss zu schaffen.
Nach Aussagen des Generalstabschefs Russlands war „die Operation […] sorgfältig geplant; alle Fragen wurden berücksichtigt, die erforderlichen Kräfte und Mittel festgelegt, darunter für die Zusammenstellung des Kampfbestandes und der Sicherstellung. Aber wir hatten praktisch keine Erfahrung bei der Durchführung der Verlegung von Truppen und Kräften über eine solche Entfernung, auf das Territorium eines Staates, der nicht an unser Land grenzt. Es gab nur ein einziges Beispiel im Jahre 1962 – die Operation Anadyr, als die UdSSR Truppen nach Kuba verlegte.“
Der Ausbildungsstand der Einheiten sei im Vorfeld bei der Durchführung überraschender Überprüfungen gefestigt worden, in deren Verlauf die Verlegung über große Entfernungen unter Ausnutzung aller Transportarten (Luft-, Eisenbahn-, Seetransport) geübt wurde.
Etwa einen Monat Zeit habe das Zusammenstellen der Infrastruktur und des Systems der allseitigen Sicherstellung erfordert, einschließlich der materiell-technischen, die noch vor Beginn der Operation auf syrischem Territorium geschaffen werden musste.
Die Entfaltung einer Komponente der Landstreitkräfte (des Heeres) sei von Anfang an nicht in Betracht gezogen worden. Zum Zustand der syrischen Landstreitkräfte wurde eingeschätzt, dass, ungeachtet der anhaltenden Dauer der Gefechtshandlungen und der erlittenen Verluste, einzelne Truppenteile der Regierungstruppen zur Erfüllung von Gefechtsaufgaben in der Lage waren.
Dementsprechend wurde der Einsatz von Militärberatern bei den syrischen Regierungsstreitkräften vorbereitet. Als damalige Schwachpunkte bei den syrischen Truppen wurden die Zielaufklärung, die Feuerbekämpfung und die Störung des gegnerischen Führungssystems ausgemacht. Die Vielzahl der an den Gefechtshandlungen beteiligten syrischen Einheiten verlangte vor allem, die Organisation des Zusammenwirkens zwischen den verschiedenartigen, „kunterbunten“ syrischen Formationen, darunter aus der „patriotisch gesinnten Bevölkerung“, zu qualifizieren.

### Entwicklung der Zielsetzungen
Gemäß russischen Angaben hatte Anfang Oktober 2015 der Einsatz die Bekämpfung von Terrorismus zum Ziel.
Am 1. Oktober 2015 erklärte Außenminister Sergei Lawrow auf die Bitte, zu spezifizieren, welche Gruppierungen außer dem „Islamischen Staat“ in Syrien für terroristisch erachtet werden: „Diejenigen, die aussehen und handeln wie Terroristen. Ich darf erinnern, dass wir immer sagten, wir würden gegen den ‚Islamischen Staat‘ und andere Gruppierungen kämpfen.“
Auf die Frage, ob die Freie Syrische Armee für eine terroristische Gruppierung gehalten wird, antwortete Lawrow: „Wir halten die FSA nicht für eine terroristische Gruppierung. Unseres Erachtens sollte sich diese Armee am politischen Prozess beteiligen – neben anderen bewaffneten Gruppierungen, denen auch Vertreter der syrischen patriotischen Opposition angehören. Das ist absolut unentbehrlich für einen stabilen politischen Prozess. Wir halten diejenigen für Terroristen, die vom UNO-Sicherheitsrat und von der Justiz Russlands als solche anerkannt wurden. Die al-Nusra-Front wurde als terroristische Gruppierung anerkannt […].“
Später räumten Regierungsvertreter Russlands ein, dass der Militäreinsatz in Syrien darauf abzielt, dem syrischen Präsidenten Baschar al-Assad dabei zu helfen, möglichst viel Land von den Oppositionskämpfern zurückzuerobern.
Der Befehlshaber des Militäreinsatzes Russlands in Syrien, Generaloberst Andrei Walerjewitsch Kartapolow, sagte im Oktober, dass er keine gemäßigte Opposition in Syrien gesehen habe. Wie gemäßigt könne jemand sein, der bewaffnet gegen die legitime Autorität kämpft, fragte Kartapolow. Laut dem Präsidenten des Föderationsrates Russlands, Iljas Uchmanow, hätten nur die Truppen Baschar al-Assads dem IS entgegenwirken können.
Angesichts der Kritik der US-Regierung an den russischen Luftangriffen in Syrien von 2015 kündigten die Außenminister Sergei Lawrow und US-Außenminister John Kerry in einer gemeinsamen Erklärung an, Militärexperten aus Russland und den USA würden sich so schnell wie möglich wegen der Luftangriffe in Syrien koordinieren. Kerry betonte, er habe mit Lawrow Ideen entwickelt, wie ein politischer Prozess aussehen könne, um den Krieg in Syrien zu beenden, beide Seiten seien sich einig, dass „eine Eskalation auf jeden Fall vermieden“ werden müsse.
Lawrow hob die Gemeinsamkeiten hervor: „Wir alle wollen, dass Syrien demokratisch, geeint, säkular ist. Ein Syrien, das allen ethnischen Gruppen eine Heimat gibt und deren Rechte garantiert, aber wir haben ein paar Differenzen über die Details, wie wir dort hinkommen können.“

### Führung der Streitkräftegruppierung (2015–2017)

#### Oberste Führung und Information der Öffentlichkeit
Der Präsident der Russischen Föderation Wladimir Putin als Oberster Befehlshaber der Streitkräfte Russlands bestimmte die strategischen Ziele und Aufgaben, verfolgte die Brennpunkte der Lageentwicklung und wurde wöchentlich zweimal vom Verteidigungsminister Armeegeneral Sergei Schoigu oder dem Generalstabschef über die Dynamik der Gefechtshandlungen unterrichtet.
Erstmals haben das Verteidigungsministerium und der Generalstab der Streitkräfte Russlands das neu geschaffene Nationale Führungszentrum Verteidigung zur Führung der strategischen Operation genutzt. In Echtzeit konnte dort auf Bildwänden die Lage und der Einsatz der Fliegerkräfte, der Raketentruppen und der Präzisionswaffensysteme verfolgt werden.
Die Informationsabteilung des Verteidigungsministeriums und der Generalstab informierten täglich die Öffentlichkeit. Das in Syrien bei der Gruppierung Russlands geschaffene Zentrum der Aussöhnung gibt Erklärungen und Sammelberichte zur Lageentwicklung heraus.
Die Führung der Operationen der Kräftegruppierung Russlands stand unter Verantwortung des Chefs des Generalstabes der Streitkräfte Russlands – Erster Stellvertreter des Verteidigungsministers der RF Armeegeneral Armeegeneral Waleri Wassiljewitsch Gerassimow und des Chefs der Hauptverwaltung Operativ des Generalstabes – Erster Stellvertreter des Generalstabschefs Generaloberst (seit 2017) Sergei Fjodorowitsch Rudskoi.
Der Generalstabschef Walerij Gerassimow hielt engen Kontakt zum Chef des Generalstabes der Syrischen Arabischen Armee General Ali Abdullah Ayyoub (damaliger syrischer Verteidigungsminister). Gemeinsam waren beide in den verschiedenen Operationsrichtungen zur Rekognoszierung (militärischen Erkundung) der Lage unterwegs.
Die Abstimmung des Generalstabes mit den Militärführungen vom Irak und von Iran ermöglichte ein funktionierendes, unterbrechungsfreies Zusammenwirken beim Überflug der Fernfliegerkräfte Russlands in die Operationszonen.
Mit der US-geführten Militärkoalition konnte auf Drängen Russlands ein Memorandum zur Einhaltung der Flugsicherheit für die Fliegerkräfte vereinbart und realisiert werden.

#### Oberkommando und Führungsorgane der Gruppierung
Mit der Führung der Gesamtgruppierung der Streitkräfte Russland in Syrien wurde das Oberkommando der Luft-Kosmos-Streitkräfte Russlands beauftragt, das den Hauptanteil der beteiligten Kräfte und Mittel stellt.
Die Führung wurde vom Gefechtsstand der Gruppierung in Chmeimim realisiert. In personeller Rotation wechselten sich als Befehlshaber der Streitkräftegruppierung in Syrien die fünf Befehlshaber der Militärbezirke Russlands ab. Sie arbeiteten dort mit dem Kernbestand ihres heimatlichen Führungsorgans.
Aus dem Bestand der Militärgruppierung Russlands in Syrien wurde ein Zentrum der Aussöhnung geschaffen. Dieses koordiniert und führt faktisch die Zuführung der gesamten humanitären Hilfe, also der humanitären Konvois sowohl der russischen als auch der UN-Hilfsorganisationen.

#### Militärberater und Führungskräfte
In jeder Truppengliederung der Syrischen Arabischen Armee – Bataillon, Brigade, Regiment, Division – arbeitet der Apparat der Militärberater aus Russland. Zu dessen Bestand gehören: die Offiziere aus dem operativen Bestand, Aufklärer, Artilleristen, Pioniere, die Übersetzer und Offiziere in anderen Funktionen. Im Wesentlichen planten sie die Gefechtshandlungen. Sie gaben Hilfe bei der Führung, insbesondere zur Organisation des Zusammenwirkens der Einheiten, während der Aufgabenerfüllung.
Zur personellen Sicherstellung wurden mittels dreimonatiger Rotation mehr als 48.000 Soldaten und Offiziere aus Russland herangezogen, darunter für die Besetzung der Militärberater-Funktionen. Das Rotationsverfahren wurde für sämtliche Armeen, für 90 Prozent der Divisionen und mehr als 50 Prozent der Regimenter/Brigaden wirksam gemacht. Der Kommandeursbestand erhielt reale Kampferfahrung.

### Übersicht zum Kampfeinsatz
Ziel der Luftangriffe war nach russischen Angaben insbesondere die Terrormiliz Islamischer Staat. Vorausgegangen war eine Verlegung von Personal, von Flugzeugen (50 fliegertechnische Einheiten) und anderer Militärtechnik aus Russland auf den Militärflugplatz Hmeimim bei Latakia und die russische Marinebasis Tartus in Syrien.
Nach russischen Angaben führten die Fliegerkräfte täglich 70-80 Angriffe auf Kämpfer, Infrastruktur oder die Basen des Gegners aus, manchmal auch bis zu 140 Angriffe in 24 Stunden. Nur durch solche Verfahren sei es möglich, dem internationalen Terrorismus auf dem syrischen Territorium das Rückgrat zu brechen.
Kritiker haben den russischen Luftstreitkräften 2016 vorgeworfen, ihre Angriffe auf moderate Rebellengruppierungen zu konzentrieren.
Am 10. Oktober 2015 wurden als Reaktion auf die russischen Luftangriffe die Demokratischen Kräfte Syrien gegründet. Zu diesem Zusammenschluss der separaten oppositionellen Kampfgruppen der YPG/YPJ, MFS und Armee der Revolutionäre wurde ein Gründungsmanifest erstellt, das die politische Definition und die politischen Ziele beinhaltet. Die Demokratischen Kräfte Syriens wurden somit konform zur syrischen Verfassung von 2012 als politische Partei legitimiert. Am selben Tag wurde eine zu Medienzwecken verwertbare Pressekonferenz abgehalten.
Nach einer Auswertung der Nachrichtenagentur Reuters lagen 80 Prozent der Ziele von russischen Luftangriffen in Nicht-IS-Gebieten.
Russland setzte im Oktober 2015 erstmals Marschflugkörper gegen Ziele in Syrien ein. Nach dem Absturz des Kogalymavia-Fluges 9268 im November 2015 setzte Russland erstmals Tu-160- und Tu-95-Bomber bei Angriffen ein. Am 24. November 2015 schossen die türkischen Streitkräfte eine russische Suchoi Su-24 ab.
Die Verluste von russischen Soldaten wurden im August 2016 offiziell mit 20 angegeben. Die Hauptverluste russischer Bürger in Syrien betrafen jedoch private Söldnerfirmen, etwa die Gruppe Wagner; Russia Beyond the Headlines übersetzte einen Artikel von RBK mit: „Russia’s main losses in Syria were sustained by PMCs.“
Nach sorgfältiger Vorbereitung und Bereitstellung der erforderlichen Kräfte und Mittel zur Gewährleistung der Sicherheit am Boden, in der Luft und auf dem Wasser unternahm Präsident Putin am 11. Dezember 2017 eine Visite in Syrien. Dort erklärte er den Abzug der speziell für diese Operation geschaffenen Streitkräftegruppierung Russlands in die Heimat.
Die Stützpunkte in Chmeimim (Fliegerkräfte) und in Tartus (Marine) bleiben weiterhin mit Streitkräfteformationen aus Russland besetzt.

### Vorläufiges Fazit des Generalstabes Russlands im Jahr 2017
Unter der Überschrift „Wir haben den Stoßkräften des Terrorismus das Rückgrat gebrochen“ äußerte sich dazu der Chef des Generalstabes der Streitkräfte Russlands Armeegeneral Walerij Gerassimow im Interview mit der Komsomolskaja Prawda am 26. Dezember 2017. Der veröffentlichte Text gibt einen umfangreichen Einblick in die komplexen Gefechtshandlungen gegen die Terroristengruppierungen in Syrien.
Außerdem sind überraschende Details der militärischen Bewährung für die Streitkräftegruppierung Russlands zu erfahren, die bisher in den Medien kaum Aufmerksamkeit fanden, z. B.:
- Verlegung und Basierung der russischen Gruppierung,
- Gegnerbeurteilung, Dschihad-Mobile im Ortskampf,
- Planung der Operation, Unterstützung der Streitkräfte Syriens,
- Fliegerkräfte. Gefährliche Flugmanöver am Euphrat,
- Einsatz der Drohnen und der Spezialkräfte,
- Russische Militärberater und Führungskräfte in Syrien,
- Amerikanische Basen und Absprachen,
- Oberste Führung in Moskau, Präsidentenvisite in Syrien,
- Zentrum der Aussöhnung,
- Russische Bewaffnung und Technik in der Bewährung,
- Mögliche Lageentwicklungen, Bewertung des Einsatzes in Syrien.

Beachtenswert für den außenstehenden Beobachter sind die Aussagen zu neuen taktischen Verfahren und Methoden und die Bewertung der Gefechtserfahrungen bei den Militärangehörigen, bei Bewaffnung und Technik.

### Mediale Widerspiegelung des Kampfeinsatzes
Analysten in Russland und in westlichen Staaten haben 2016 den russischen Militäreinsatz in Syrien als Versuch gewertet, Russland als Weltmacht zu präsentieren und den Westen vor vollendete Tatsachen zu stellen sowie die politische Isolation Russlands wegen der völkerrechtswidrigen Annexion der Krim und des russischen Kriegs in der Ukraine seit 2014 zu beenden.
Einige westliche Beobachter nannten Russlands Interesse an der künftigen Nutzung der Marinebasis Tartus. Betont wurden konträre Ansichten zur Ausgestaltung der internationalen Ordnung und Russlands Anspruch, diese Ordnung mitzubestimmen. Die Schutzverantwortung (Responsibility to Protect, R2P) anderer Staaten gegenüber Syrien wolle die russische Regierung auf den Schutz der Zivilbevölkerung beschränkt sehen, ohne das Ziel eines Regimewechsels von außen.
Im März 2018 wertete der russische Analyst Wladimir Frolow das Vorgehen von Präsident Putin in Syrien als problematisch, weil Russland eine Exit-Strategie fehle. Russland habe sich von Assad immer tiefer in den Krieg ziehen lassen. So sei es Assad gewesen, der bewusst und aktiv die russische Strategie der „De-Eskalations-Zonen“ hintertrieben habe, weil er darauf setzte, dass Putin ihm auch weiter folgen würde, um den Verlust des bisher Erreichten zu verhindern. Die militärisch von Russland erzielten Gewinne müssten aber vor allem in eine international anerkannte Nachkriegsordnung für Syrien hinübergerettet werden, damit sich der Einsatz auszahle. Derzeit sei Syrien jedoch unregierbar in verschiedenste Lehen aufgesplittert, die von regionalen Akteuren mit ihren Interessen beherrscht würden.

### Zusammensetzung der Streitkräftegruppierung Russlands
Das russische Militärkontingent bestand aus einer unbekannten Anzahl Sondereinsatzkräften sowie im November 2015 aus 34 Flugzeugen, davon 12 Su-24M2, 12 Su-25, 4 Su-30SM und 6 Su-34. Außerdem werden Mi-24 Kampfhubschrauber verwendet. Dazu kamen Mi-28- und Ka-52-Kampfhubschrauber, einige Kampfpanzer und Selbstfahrlafetten, ein Kontingent Marineinfanterie sowie verschiedene Luftabwehrmittel, wie die Systeme 96K6 Panzir und – seit dem 26. November 2015 – S-400 Triumf zum Eigenschutz der Basis in Latakia. Auch bei Homs wurde von russischen Aktivitäten berichtet. Die im Oktober 2015 geschätzte Gesamtstärke des Expeditionskorps betrug etwa 2000 Mann.
Am 17. März 2016 sagte der russische Präsident Putin, der Einsatz hätte bisher 33 Milliarden Rubel (damals 420,65 Millionen Euro) gekostet.
Im August 2016 wurde bekannt, Russland wolle die Basis Ḫumaymīm zu einer vollwertigen Basis ausbauen.
Gemäß einer vom russischen Verteidigungsministerium Ende August 2018 veröffentlichten Dokumentation hatten seit Mitte September 2015 insgesamt 63.012 Militärangehörige in Syrien gedient. Es gab keine Angaben über Verluste, nur Angaben über Erfolge, darunter wurde auch hervorgehoben, dass tausende Kämpfer aus der ehemaligen Sowjetunion getötet worden seinen.
In mehreren Fällen dokumentierten SOHR-Aktivisten im Frühjahr 2019 den Einsatz einer Einheit von Russland aufgestellter Bodentruppen aus ehemaligen Rebellen, die zuvor im Gouvernement Darʿā übergelaufen waren, nachdem die Rebellen den Kampf dort eingestellt hatten. Von den SOHR-Aktivisten als „5. Korps“ bezeichnet, gingen die Truppen etwa gegen Kontrollpunkte der verbündeten syrischen Truppen vor und lösten einheimische Milizen unter Androhung von Gewalt von ihren Aufgaben ab. Als Gründe wurden Nachlässigkeit der Milizen bei ihren Kontrollaufgaben oder schlechte Behandlung von Durchreisenden vermutet.

### Materialerprobung
Die Militärführung Russlands organisierte frühzeitig Aktivitäten zum Test der Waffensysteme, Militärtechnik und Ausrüstung unter Gefechtsbedingungen während der Operation. Ingenieure, Konstrukteure, Militärwissenschaftler, Produzenten arbeiteten in Syrien an der Untersuchung und Beurteilung des Gefechtseinsatzes.
Neben bewährtem russischen Kriegsgerät der beteiligten Teilstreitkräfte testet Russland auch neuentwickelte Waffentechnik in Syrien. Laut dem Verteidigungsministerium seien mehr als 200 verschiedene „Muster russischer Militärtechnik“ erprobt worden. Im Jahr 2017 erklärte der russische Vizeverteidigungsminister Juri Borissow, es hätte über 600 Tests an Waffensystemen gegeben.
Prototypen der Stealth-Kampfjets Su-57 waren auf der syrischen Basis Hmeimim stationiert. Laut dem Verteidigungsministerium sollten die Maschinen Tests fliegen, „die Gefechtsbedingungen nahe kommen“.

## Verluste
Zu unterscheiden ist auf der einen Seite die offizielle russische Darstellung, welche nur aktive Soldaten berücksichtigt, sowie die Verluste von russischen Söldnern, welche ebenfalls im Auftrag des Staates agieren. Beim Angriff auf Palmyra 2017 war so von der offiziellen Seite von fünf Opfern die Rede, während Reuters für den Zeitraum von Januar bis März 2017 21 getötete Russen zählte.

### Offizielle Verluste
Nach offiziellen russischen Angaben kamen bis Ende 2017 41 russische Militärangehörige beim Militäreinsatz in Syrien ums Leben, bis September 2018 waren es deren 112.
bis 2017
- ein Todesfall unter unklaren Umständen auf der Luftwaffenbasis in Latakia[53]
- Oleg Peschkow und der Marinesoldat Alexander Pozynicha des Rettungstrupps wurden im Zuge des Abschusses einer Suchoi Su-24 der russischen Luftwaffe im November 2015 getötet.[53]
- Zwei Tage später wurden Meldungen zu Fedor Zhuravlev bekannt.[54]
- zwei Tote (darunter Iwan Cheremisina) durch Mörserbeschuss.[53]
- Alexander Prochorenko wurde am 17. März 2016 bei Kämpfen um Palmyra getötet.[53][55]
- zwei Tote bei einem Hubschrauberabsturz im April 2016.[53]
- Die Fluglehrer Rjafagatj Chabibulin und Jewgeni Dolgin starben am 9. Juli 2016 beim Abschuss ihres Kampfhubschraubers vom Typ Mi-25 oder Mi-35 in der Nähe von Palmyra.[56]
- Fünf Soldaten starben am 1. August 2016, als ihr Mi-8 Hubschrauber abgeschossen wurde, der bei Aleppo eingesetzt war.[57]
- zwei Todesfälle durch Mörserbeschuss 5. Dezember 2016
- ein Todesfall nach Mörserbeschuss am 7. Dezember 2016[58]
- ein Todesfall durch Beschuss am 8. Dezember 2016[59]
- Vier Soldaten starben am 20. Februar 2017 durch eine Explosion, ausgelöst durch eine ferngesteuerte Mine.[60]
- Zwei Soldaten wurden am 11. April 2017 durch Mörserbeschuss getötet.[61]
- Am 2. August starb der GRU-Offizier Kurban Kasumow.[62]
- Zwei Soldaten starben am 4. September bei Deir ez-Zor.[63]
- Generalleutnant Waleri Assapow starb im September 2017 bei Deir ez-Zor.[64]
- Oberst Waleri Fedjanin erlag Ende September seinen Verletzungen.[63]
- Zwei Piloten starben am 10. Oktober beim Start mit einer Su-24 auf der Luftwaffenbasis von Hmeimim.[65]

2018
- Roman Nikolajewitsch Filipow
- 39 Militärangehörige starben am 6. März beim Absturz einer An-26 beim Anflug auf den Militärflugplatz Hmeimim.
- Vier Piloten kamen bei zwei Abstürzen einer Su-30, respektive einer Ka-52, im Mai ums Leben.
- In der Nacht zum 18. September 2018 verlor das Kommando der russischen Streitkräfte in Syrien den Kontakt zu einer Il-20 über dem östlichen Mittelmeer. Die Maschine wurde versehentlich von der syrischen Luftabwehr abgeschossen, während israelische F-16 über Syrien operierten. Die 15 Besatzungsmitglieder wurden getötet.[66]

2020
Anfang Februar 2020 kamen 4 FSB-Beamte, vermutlich Scharfschützen, ums Leben, welche bei unbekanntem Einsatzzweck und -Ort vermutlich zum Schutz eines Treffens von Politikern vor Ort waren. Die Angaben von syrischen Medien über deren Todesumstände waren laut Nowaja gaseta unglaubhaft.

### Gruppe Wagner
Die Verluste unter russischen Söldnern der Gruppe Wagner, deren Tätigkeit in Syrien bei Aktivisten als staatlich sanktioniert und als am russischen Militäreinsatz ausgerichtet beschrieben wird, sollen Angaben der Tageszeitung Die Welt zufolge nach Einschätzung von Forschern bis Ende 2017 zwischen 72 und 101 Kämpfern betragen. Der Einsatz der Söldner könnte, so spekuliert Mark Galeotti vom Institute of International Affairs in Prag, von der russischen Regierung zum Verschleiern der tatsächlichen Verluste benutzt werden.
Im Februar 2018 starb bei einem Angriff über eine mit den USA vereinbarte Demarkationslinie hinaus eine größere Anzahl Wagner-Söldner. Der rechtspopulistische Präsidentschaftskandidat Wladimir Wolfowitsch Schirinowski sprach dabei gar von 300 getöteten Russen. Gegen eine derartige Zahl sprach die relative Ruhe auf Social-Media-Kanälen, welche in anderen Fällen als Indiz für die Anzahl Toter galt. Vieles bei diesem Vorfall deutete auf eine versuchte Einnahme einer Ölquelle hin.

## Völkerrechtliche Beurteilung, Menschenrechtsverstöße und internationale Reaktionen
Laut wissenschaftlichem Dienst des Deutschen Bundestags ist die Militärpräsenz Russlands in Syrien völkerrechtskonform, da sie „sich auf die ausdrückliche Genehmigung der syrischen Regierung“ stützt, und es sich „damit um eine sog. Intervention auf Einladung“ handelt.
Daniel Gerlach erkannte im Vorgehen Russlands das „sowjetische Modell der Aufstandsbekämpfung“; zunächst habe dies Russland dem Diktator Assad empfohlen und ab 2015 auch selber durchgeführt: »Dazu gehört die gezielte Bombardierung ziviler Infrastruktur, etwa von Spitälern, Wasserwerken oder Bäckereien.« Rebellen sollten damit zur Übernahme solcher Aufgaben gezwungen und somit geschwächt werden. Als Russland 2022 ein ähnliches Vorgehen in der Ukraine zeigte, habe man immerhin begonnen, an die syrischen Berichte zu glauben, so der syrische Dokumentarfilmer Said al-Batal. Auch Guardian-Journalisten wiesen Ende März 2022 auf die Parallelen des Russischen Vorgehens hin. Angriffe auf zivile Ziele und insbesondere die gezielte Bombardierung von Krankenhäusern, Schulen und Märkten entsprächen genau dem Vorgehen, das die Russische Luftwaffe in Syrien gezeigt hätte.
Der Kriegskorrespondent Kurt Pelda hatte schon 2015 darauf hingewiesen, dass nur die russischen Medien „das Märchen“ von ‚chirurgisch präzisen‘ Schlag gegen Terroristen des IS verbreiteten, deren Propaganda von westlichen Journalisten „vollkommen unkritisch“ kolportiert worden sei. Dabei sei damals klar gewesen, dass die Luftangriffe einerseits Ziele betrafen, in deren Regionen es nachweislich keinen IS gab. Nach Peldas Informationen aus den Gebieten, die er selber bereist hatte, würden die Russen vor allem die Freie Syrische Armee bombardieren, insbesondere Einheiten mit westlichen Waffen. Die Russen hätten andererseits bis auf die Su-34 nicht nur die gleichen Flugzeuge wie in Afghanistan eingesetzt, sondern auch dieselben Bewaffnungen; Freifallbomben und ungelenkte Raketen für Flächenziele bei den Kampfhubschraubern Mi-24. Russland führe keinen High-Tech-Krieg, sondern erweitere die „wahllosen“ syrischen Bombardierungen; auch die russischen Angriffe würden viele Zivilisten töten.
Laut Menschenrechtsorganisationen hat das russische Militär auch Zivilisten angegriffen. Nach Einschätzung der Syrischen Beobachtungsstelle für Menschenrechte im Februar 2016 haben russische Luftangriffe 1700 Zivilisten getötet. Ende Januar 2023 gab die Beobachtungsstelle für Menschenrechte an, dass 8697 Zivilisten durch russische Luftangriffe getötet wurden. Auch wurden durch sogenannte Double Taps der russischen und syrischen Luftstreitkräfte bis Mitte des Jahres 2018 etwa 930 Weißhelme (d. h. Rettungskräfte oder Ersthelfer) getötet oder verletzt. Die russische Regierung behauptete, Bomben nur auf terroristische Ziele abgeworfen zu haben.
Amnesty International (AI) hat 25 russische Luftangriffe in Syrien zwischen September und November 2015 untersucht. Nach Einschätzung von AI, die sich auf Zeugenaussagen, Bild- und Videomaterial sowie Waffenexperten berufen, wurden bei sechs der Attacken mindestens 250 Zivilisten und ein Dutzend Kämpfer getötet, Schäden in Wohngebieten angerichtet und medizinische Infrastruktur zerstört. Bei einem der opferreichsten Angriffe auf einen Markt im Zentrum von Ariha im Gouvernement Idlib seien 49 Zivilisten getötet worden. Außerdem seien bei einem Angriff auf Wohnhäuser am 15. Oktober 2015 in der Kleinstadt al-Ghantu im Gouvernement Homs Aerosolbomben eingesetzt worden, die 46 Menschen – darunter 32 Kinder – das Leben kosteten. Im März 2016 erweiterte AI die Vorwürfe. So seien Angriffe auf Krankenhäuser ein Teil der Militärstrategie der russischen und syrischen Armee geworden.

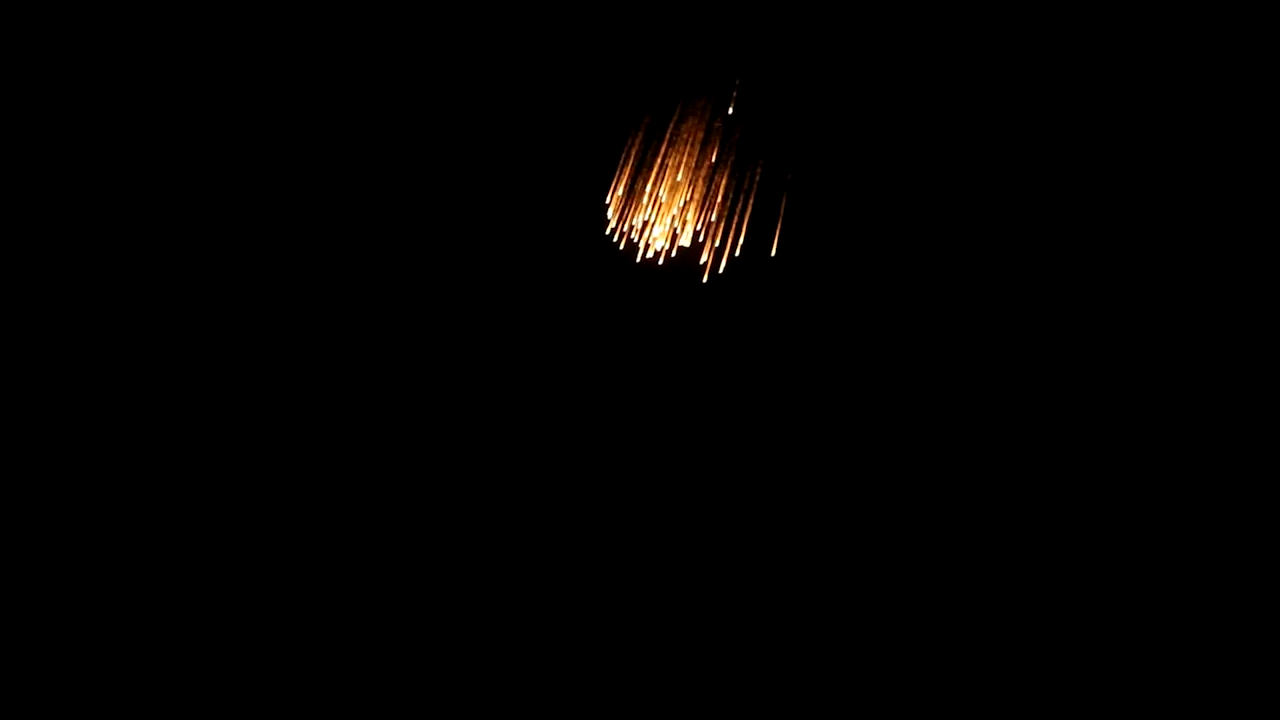
Abwurf von Brandbomben über Aleppo im Juni 2016

Human Rights Watch gab an, zwischen dem 26. Januar 2016 und Anfang Februar 2016 in mindestens 14 Fällen den Einsatz von Streubomben dokumentiert zu haben, bei denen 37 Zivilisten starben und Dutzende verletzt worden sein. Von russischer Seite wird ein Einsatz von Streumunition bestritten. Russland wird darüber hinaus der Einsatz ungelenkter Bomben sowie Brandbomben vorgeworfen.
Vorwürfe gegen Russland werden auch von Ärzte ohne Grenzen, der Syrischen Beobachtungsstelle für Menschenrechte sowie den Vereinigten Staaten und der Türkei gemacht, nach denen die russische Luftwaffe in Syrien offenbar medizinische Einrichtungen, Schulen und Märkte angreife. Den Anstieg der zivilen Opferzahlen bezeichnen Vertreter der Vereinigten Staaten als „verstörend“. Außenamtssprecher Mark Toner in Washington behauptet, dass diese Vorgehensweise die Suche nach einer politischen Lösung untergrabe.
Kritiker, wie die Außenminister John Kerry und Laurent Fabius, schrieben das Aussetzen der Friedensgespräche in Genf Anfang Februar 2016 auch der russischen Militärunterstützung während der Offensive der Regierungstruppen gegen Aleppo zu.
Die russischen Luftangriffe auf Aleppo im Februar 2016 zwangen Zehntausende Zivilisten in die Flucht Richtung Türkei. Russland wurde von verschiedenen Beobachtern und Politikern vorgeworfen, neue Flüchtlingswellen auszulösen und so die Flüchtlingskrise in Europa durch den Militäreinsatz zu verschärfen. Bundeskanzlerin Angela Merkel sagte im Februar 2016, sie sei „nicht nur erschreckt, sondern auch entsetzt, was an menschlichem Leid für Zehntausende Menschen durch Bombenangriffe entstanden ist, vorrangig von russischer Seite“. Russland verstoße gegen eine UN-Resolution, die sich gegen Angriffe auf die Zivilbevölkerung richte, erklärte Merkel. Russland bestritt die Verantwortung an der Massenflucht aus Aleppo und an der humanitären Krise in Nordsyrien.
Die russische Söldnergruppe Wagner ist von Syrern beschuldigt worden, Zivilisten gefoltert und ermordet zu haben.
Im Juli 2022 stellten Menschenrechtler des Syria Justice and Accountability Centers eine detaillierte Studie vor, die dokumentiert, dass russische Truppen in Syrien in 58 Fällen zu einer bereits bombardierten Stelle zurückgekehrt sind, um diese erneut zu bombardieren und dabei Ersthelfer (darunter Sanitäter, Notärzte, Feuerwehrleute, Freiwillige Helfer) getötet haben.

## Medienberichte zum Verlauf

### 2015 und 2016
September 2015
Am 7. September 2015 begann die Transportfliegerflotte der Luftstreitkräfte mit der Verlegung von Truppen und Material nach Syrien. Mindestens vier Großraumtransportflugzeuge vom Typ Antonow An-124-100 Ruslan vom 566. Lufttransportregiment von der 6957. Luftwaffenbasis in Setscha bei Brjansk, sechs Iljuschin IL-76MD und mehrere Tupolew Tu-154 aus Mosdok und Sotschi flogen mehrmals zum Militärflugplatz Hmeimim in Latakia.
Die NATO-Staaten Bulgarien und Griechenland sperrten am 8. bzw. am 24. September 2015 den Luftraum für russische Militärtransporte. Daraufhin erfolgte die Verlegung der Transportflüge über Aserbaidschan, Iran und den Irak.
Im September 2015 gab der russische Präsident Putin vor der 70. UNO-Vollversammlung bekannt, dass Syrien, Russland, Iran und der Irak den Austausch von Sicherheitsinformationen in einem gemeinsamen Analysezentrum in der irakischen Hauptstadt Bagdad vereinbart hätten. Die gemeinsame Einrichtung werde zum Austausch von Sicherheitsinformationen und zur Koordination gemeinsamer Kampfeinsätze genutzt.
Am 30. September 2015 erhielt Präsident Putin vom Föderationsrat (dem Oberhaus des Parlaments) das einstimmige Mandat für einen Einsatz der Luftstreitkräfte in Syrien. Wenige Stunden später griff diese mit Kampfflugzeugen erstmals Ziele in Syrien an. Russland hatte bereits vor der Abstimmung Su-30-Jagdflugzeuge, Su-24-Bomber, Su-34-Jagdbomber, Su-25-Erdkampfflugzeuge sowie Aufklärungsdrohnen nach Syrien verlegt. Nach russischen Angaben seien Stellungen des IS angegriffen worden, nach anderen Angaben sollen von dem Angriff Stellungen einer angeblich von den USA unterstützten gemäßigten Gruppe mit dem Namen „Tadschammuʿ al-ʿizza“ bei Homs getroffen worden sein. Von anderen Quellen wurde die betroffene Gruppe jedoch der Freien Syrischen Armee zugerechnet. US-Senator John McCain zufolge wurden „von der CIA unterstützte Rebellen“ angegriffen. Nach Angaben von lokalen Aktivisten und örtlichen Vertretern wurden vor allem Ziele in von verschiedenen Rebellengruppen kontrollierten Gebieten im Gouvernement Homs bombardiert, darunter die Ortschaften Rastan und Talbisa. Dabei seien mindestens 33 Zivilisten getötet worden.
Der russische Präsident Putin wies Berichte über zivile Opfer der Angriffe am 30. September 2015 zurück. Meldungen über zivile Opfer der Angriffe seien schon erfolgt, als die Luftangriffe noch gar nicht begonnen hatten. Der syrische Oppositionsvertreter Chaled Chodscha in New York hatte noch am 30. September 2015 bekanntgegeben, dass bei russischen Angriffen 36 Zivilisten, darunter fünf Kinder getötet worden seien.
Oktober 2015

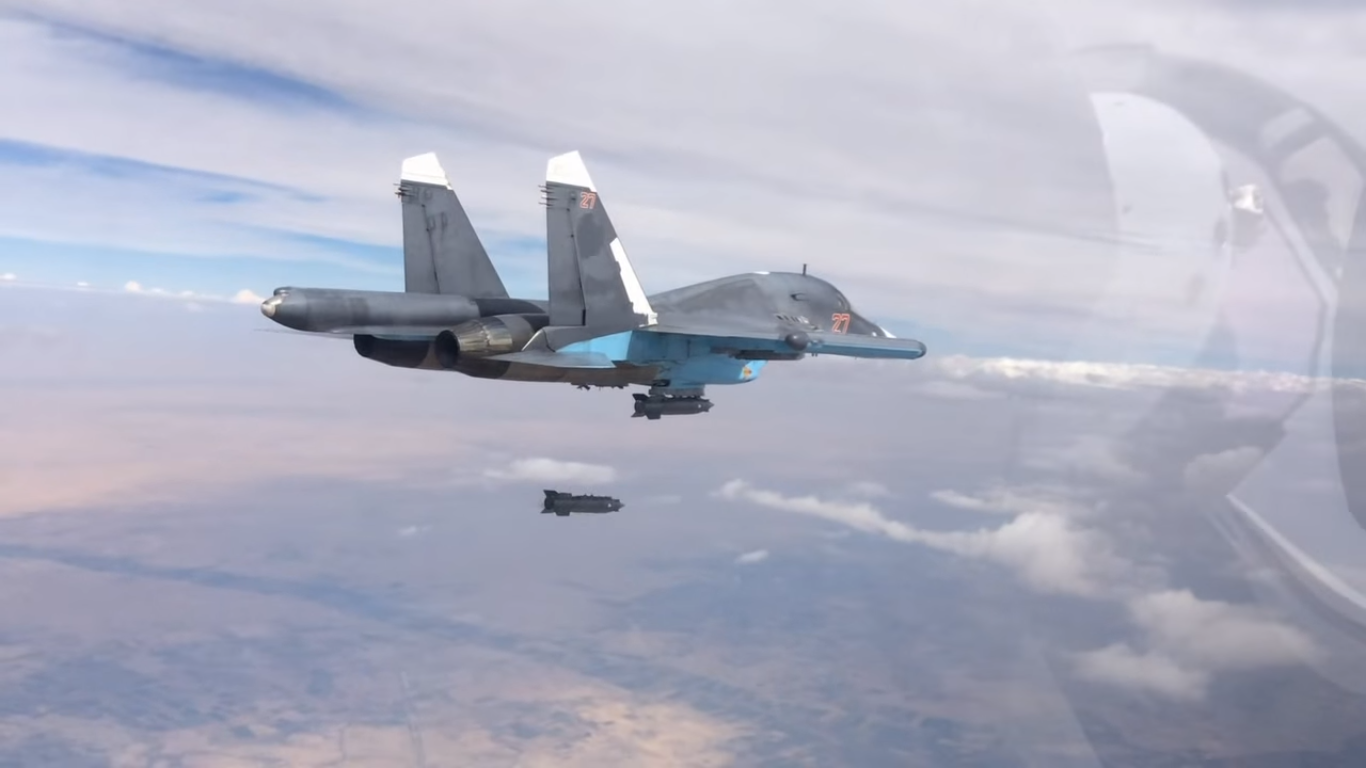
Eine russische Su-34 beim Abwurf einer KAB-500S-Präzisionsbombe am 9. Oktober 2015 während des Einsatzes in Syrien

In der Nacht zum 1. Oktober 2015 führten russische Streitkräfte eine zweite Welle von Luftangriffen aus. Nach Angaben des Moskauer Verteidigungsministeriums wurde eine Kommandostelle des IS durch Volltreffer völlig zerstört. Das Verteidigungsministerium gab an, Piloten der russischen Luftstreitkräfte hätten „das Hauptquartier und Koordinationszentren der IS-Truppen in den Bergen vollständig zerstört“, man habe acht Einrichtungen ins Visier genommen, unter anderem seien Munitions-, Waffen- und Treibstofflager sowie Militärfahrzeuge, Kommando- und Kommunikationsstellen getroffen worden. Aktivisten der Opposition behaupteten, die Luftangriffe seien über Bereiche erfolgt, in denen die gemäßigten Rebellen Positionen haben und nicht der IS. Laut dem in Libanon basierten Fernsehnachrichtensender Al Mayadeen bombardierten die russischen Kampfflugzeuge am 1. Oktober 2015 Stellungen der Aufständischen, einschließlich der ländlichen Gebiete in der Nähe der nordwestlichen Stadt Dschisr asch-Schughur, bei denen rund 30 Ziele der islamistischen Miliz Dschaisch al-Fatah angegriffen worden sein sollen, hieß es in einer Kurzmeldung. Die Angriffe nah Dschisr asch-Schughur seien mit dem syrischen Militär abgesprochen gewesen und hätten auf mehrere bekannte terroristische Gruppierungen abgezielt, gab ein Sprecher des Kreml bekannt. Nach Angaben der Syrischen Beobachtungsstelle für Menschenrechte starben am 1. Oktober 30 Zivilisten durch russische Luftangriffe in der syrischen Stadt Homs.
Am 2. Oktober 2015 flogen russische Kampfflugzeuge nach Angaben des russischen Verteidigungsministeriums zehn Einsätze, bei denen sie nach übereinstimmenden Berichten auch Ziele des IS trafen, darunter ein Trainingslager und ein Kommandozentrum in ar-Raqqa. Auch das vom IS gehaltene Karjatain südlich von Homs wurde nach Angaben von Beobachtern getroffen. Weitere Ziele wurden in Gebieten getroffen, die nicht vom IS gehalten werden.
Nach den russischen Luftangriffen brachten 7 Länder in einer gemeinsamen Erklärung am 2. Oktober 2015 ihre Besorgnis zum Ausdruck, dass diese zu Opfern unter der Zivilbevölkerung geführt hatten, anstatt Ziele des IS zu treffen. Die Erklärung wurde von den Regierungen der Vereinigten Staaten von Amerika, Frankreichs, Großbritanniens, Deutschlands, Katars, Saudi-Arabiens und der Türkei unterzeichnet. Saudi-Arabien drohte, man werde ein russisches Engagement mit dem Ziel, Präsident Baschar al-Assad an der Macht zu halten, unter keinen Umständen akzeptieren.
Am 3. Oktober 2015 flogen russische Luftstreitkräfte nach eigenen Angaben 20 Einsätze, bei denen zehn Ziele des IS in den Provinzen ar-Raqqa und Idlib angegriffen worden seien. Die Türkei beschwerte sich bei Russland, weil Russland den Luftraum der Türkei verletzt habe. Das Verteidigungsministerium der Russischen Föderation gab in dem Zusammenhang bekannt, dass ein Su-30-Jäger aufgrund ungünstiger Wetterverhältnisse über Latakia beim Landeanflug für wenige Sekunden in den Luftraum der Türkei eingedrungen sei.

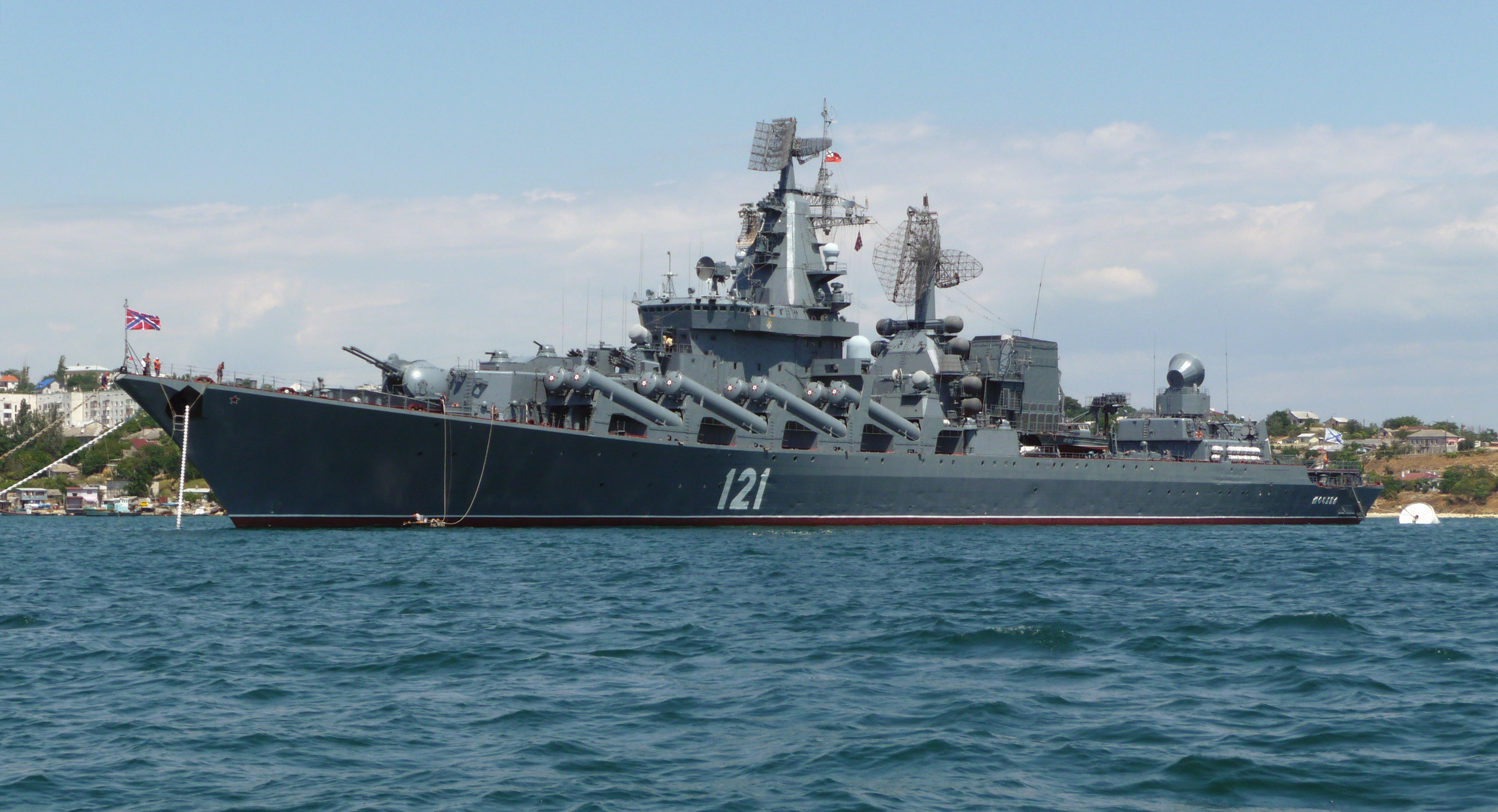
Lenkwaffenkreuzer Moskwa der Schwarzmeerflotte

Die russische Seekriegsflotte stellte nach Angaben einer russischen Nachrichtenagentur den Lenkwaffenkreuzer Moskwa ab, um das russische Kontingent in Syrien vom Mittelmeer her zu sichern.
Mit Unterstützung russischer Luftangriffe starteten syrische Regierungstruppen am 7. Oktober nördlich der Stadt Hama eine Bodenoffensive gegen Rebellen. Die Zielsetzung dabei war es, die Kontrolle der zentralen Verkehrsachse zwischen Damaskus und Aleppo von Hama aus in das von den Rebellen gehaltene Gouvernement Idlib auszudehnen. Das Gebiet wird von Jaish al-Fatah gehalten, einem lokalen Bündnis der Islamisten von Ahrar al-Scham und des al-Qaida-Ablegers al-Nusra. Präsident Putin bestätigte die Unterstützung der Offensive. Am selben Tag beschoss Russland erstmals IS-Stellungen vom Kaspischen Meer aus, vier Kriegsschiffe der Kaspischen Flottille feuerten über eine Strecke von 1500 Kilometern insgesamt 26 Marschflugkörpern vom Typ Kalibr auf Stellungen des IS in Syrien. Am 8. und 9. Oktober wurden die Luftangriffe intensiviert.

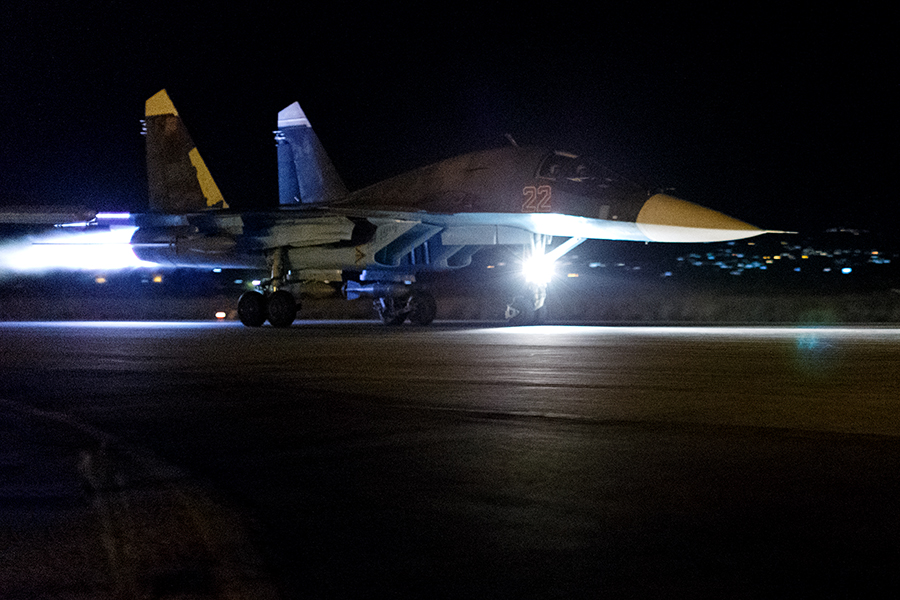
Nachteinsatz einer Su-34

Am 10. Oktober bombardierte die irakische Luftwaffe einen Konvoi des IS-Anführers Abu Bakr al-Baghdadi, aber al-Baghdadi war nicht unter den Toten. Der Konvoi war im irakischen Gouvernement al-Anbar nahe der syrischen Grenze unterwegs und er hatte an einem Treffen von IS-Kommandeuren in Kerbela teilnehmen wollen. Der Angriff erfolgte in Absprache zwischen dem irakischen Geheimdienst und der gemeinsamen Einsatzzentrale, zu der auch Mitarbeiter der von den USA geführten Koalition gegen den IS gehören.
Am 11. Oktober berichtete Syriens amtliche Nachrichtenagentur SANA von heftigen Kämpfen der Regierungstruppen gegen Rebellen, denen russische Luftangriffe vorausgingen. Dabei seien mindestens 50 Regierungsgegner getötet worden. Wie die Nachrichtenagentur RIA Novosti vor Ort berichtete, wurde die Terrororganisation al-Nusra unter anderem aus den Ortschaften Atshan, Tel Skek und Imkhareint verdrängt. Dabei hätten auch Kämpfer der islamistischen libanesischen Hisbollah-Miliz geholfen, deren militärischer Arm von Seiten der Europäischen Union als Terrororganisation eingestuft wird. Die Einnahme der Städte ist für die Regierungstruppen wichtig, da sie dadurch näher an die Stadt Chan Schaichun rücken, eine Hochburg der al-Nusra-Front im Gouvernement Idlib. Chan Schaichun war 2014 durch die al-Nusra-Front erobert worden, dadurch erlangte die Terrormiliz Kontrolle über einen Teil einer Schnellstraße, die die Hauptstadt Damaskus mit der Mitte und dem Norden des Landes verbindet. Nach der Einschätzung der syrischen Regierung hätten russische Bomben schon in den ersten Tagen mindestens 40 Prozent der IS-Infrastruktur zerstört. Am selben Tag traf sich Putin mit dem saudi-arabischen Verteidigungsminister und zweiten stellvertretenden Premierminister, Vize-Kronprinz Mohammed ibn Salman. Außenminister Sergei Lawrow erklärte nach dem Treffen, beide Länder seien im Syrien-Konflikt zur Kooperation bereit und wollten den Aufbau eines „terroristischen Kalifats“ verhindern.
Am 16. Oktober wurde, laut der iranischen Nachrichtenagentur Fars, bei einem russischen Luftangriff in der Provinz Aleppo der Anführers der al-Nusra-Front, dem al-Qaida-Ableger in Syrien, der Saudi-Araber Abdul-Mohsen Abdullah Ibrahim Al-Sharekh (bekannt als Sanafi al-Nasr), getötet. Sanafi al-Nasr soll zur Führungsriege des islamistischen Chorasan-Netzwerks gehört haben. Zusammen mit ihm seien auch zwei weitere ranghohe Mitglieder der al-Nusra-Front getötet worden, der Saudi-Araber Abdul Malik al-Jazrawi und der Marokkaner Abu Yasir al-Maghrebi.
Am 31. Oktober 2015 ereignete sich der Absturz einer Maschine des Kogalymavia-Flugs 9268, der vermutlich auf ein Bombenattentat des IS zurückzuführen ist.
November 2015

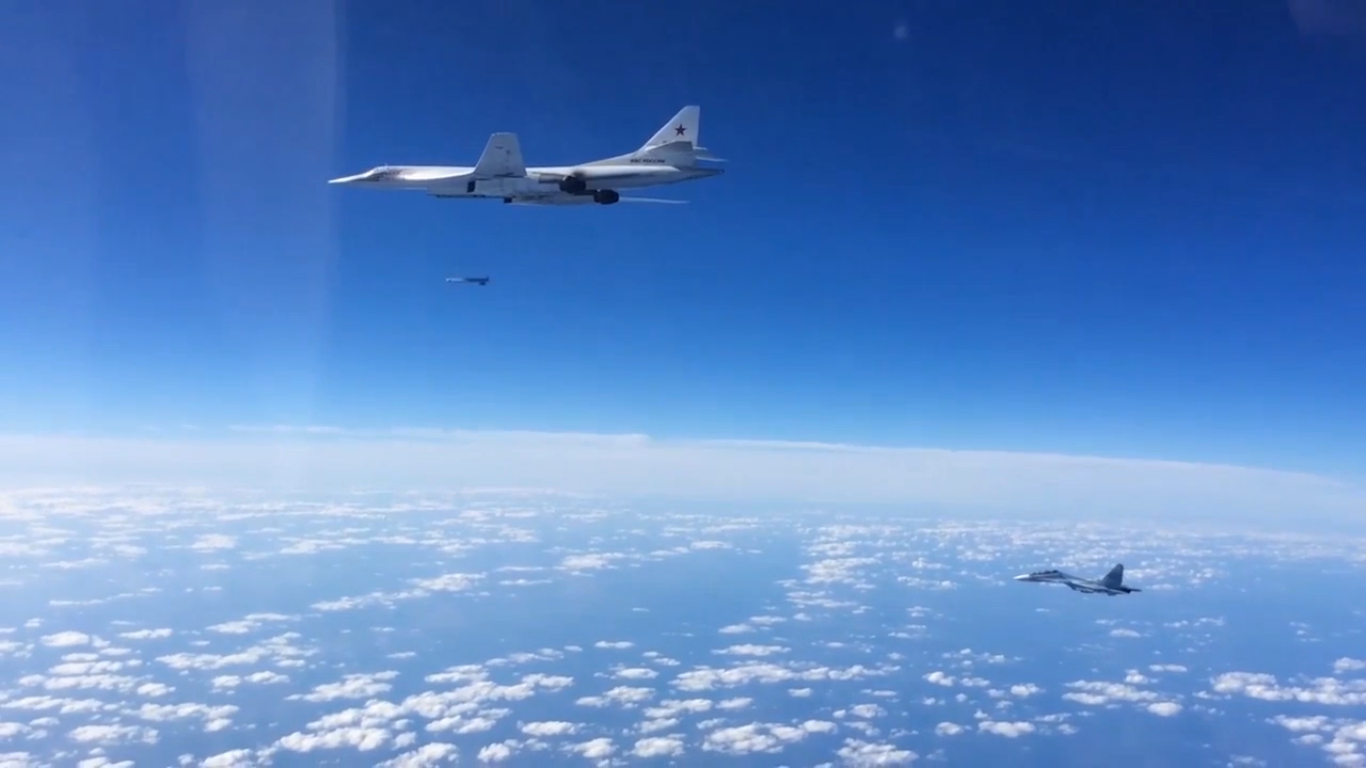
Russische Tu-160 beim Abwurf eines Marschflugkörpers am 20. November 2015 während des Einsatzes in Syrien

Am 17. November 2015 verlegte Russland zusätzlich zu den bereits in Ḫumaymīm stationierten Flugzeugen weitere 37 Kampfflugzeuge nach Syrien, darunter Suchoi Su-27 und Su-34 . Nun beteiligten sich auch strategische Fernfliegerkräfte an den Angriffen. Sie flogen ihre Einsätze mit Tupolew Tu-95MS, Tu-22M3 und Tu-160 von russischem Boden aus, wobei sie das Einsatzgebiet von Olenegorsk im Norden Russlands aus über die Meerenge von Gibraltar erreichen. Die Tu-95 und Tu-160 starteten 34 luftgestützte Marschflugkörper vom Typ Ch-555 und Ch-101. Die Tu-22M3 griffen Ziele im Norden von Syrien mit OFAB-250-270-Freifallbomben an.
Der Lenkwaffenkreuzer Moskwa, der seit Beginn der Operation vor der syrischen Küste war, sollte den Kontakt mit der in Kürze erwarteten Trägergruppe der französischen Marine herstellen und als Koordinationszentrum für die Einsätze französischer und russischer Militäreinheiten dienen.
Am 18. November 2015 wurde bekannt, die russische Luftwaffe habe etwa 500 Tanklastzüge des IS zerstört und Ölraffinerien angegriffen, da Ölverkäufe eine der Haupteinnahmequellen des IS waren. Die USA zogen am 24. November 2015 mit der Zerstörung von 283 Tanklastern nach. Am 25. November 2015 wurde darin eine Ursache des Anstiegs des Ölpreises vermutet.
Am 20. November 2015 gab Verteidigungsminister Sergei Schoigu bekannt, bei einem Angriff mit 18 Marschflugkörpern seien in der Provinz Deir al-Zor 600 Rebellen getötet worden.
Die türkische Regierung bestellte am 20. November 2015 den russischen Botschafter ein, um sich über russische Luftangriffe auf Siedlungen in Syrien zu beschweren, in denen Turkmenen leben sollen, und forderte ein Ende der Angriffe, die keine Terroristen, sondern nur Zivilisten treffen würden. Die Türkei drohte in einer Stellungnahme des Außenministeriums mit „ernsthaften Konsequenzen“, sollten die Angriffe fortgesetzt werden.

Die verschiedenen Darstellungen des Abschusses der russischen Suchoi Su-24 durch die türkische Luftwaffe am 24. November 2015. Nach russischer Darstellung hatte das Flugzeug nicht den türkischen Luftraum verletzt. Die türkische Seite sprach von zwei Flugzeugen, die den türkischen Luftraum durchquert hätten.

Am 24. November 2015 kam es über der syrischen Provinz Latakia zum Abschuss einer Suchoi Su-24 durch F-16 der türkischen Luftwaffe. Türkische Stellen gaben an, das Flugzeug habe zuvor den türkischen Luftraum verletzt und trotz mehrfacher Warnung den Kurs beibehalten. Der Putin-Vertraute Wladimir Jakunin räumte später ein, dass das russische Kampfflugzeug mindestens 17 Sekunden im türkischen Luftraum war. Der Waffensystemoffizier überlebte und wurde gerettet; der Pilot wurde, am Fallschirm hängend, von Rebellen erschossen. Die Türkei veröffentlichte später angebliche Mitschnitte der Funksprüche, die man während des Zwischenfalls zur Warnung gesendet haben will; der gerettete Navigator der Su-24 bekräftigte dagegen, dass keine Warnung empfangen worden war und das russische Flugzeug die Grenze zwischen der Türkei und Syrien nicht überquert habe. Zugleich wurde berichtet, ein russischer Mi-8-Hubschrauber sei über syrischem Gebiet abgeschossen worden.
Die russische Regierung reagierte auf mehreren Ebenen auf den Abschuss. Im militärischen Bereich wurde am 25. November 2015 der Lenkwaffenkreuzer Moskwa näher an die Küste vor Latakia verlegt, S-400-Langstreckenluftabwehrraketen in der Region um die Luftwaffenbasis Ḫumaymīm stationiert und die russischen Jagdbomber fliegen seit dem 25. November 2015 mit Jagdschutz. Die mit der Marinevariante des Flugabwehrkomplexes S-300P ausgerüstete Moskwa erhielt den Befehl, alle potentiellen Bedrohungen für die russischen Flugzeuge zu bekämpfen.
Am 26. November kamen Putin und Hollande nach Angabe Putins überein, Angriffe auf bewaffnete Gruppen, die ihrerseits gegen den Terror kämpfen, zu vermeiden.
Ende November flogen russische Flugzeuge nach Angaben von Einwohnern Angriffe auf Ariha, Dana, Aʿzāz und andere Ziele nahe der türkischen Grenze. Zu den Rebellengruppen in der Region zählt die al-Nusra-Front.
Am 30. November 2015 erklärte Präsident Putin, man nehme an, die Türkei habe den russischen Jet am 24. November 2015 abgeschossen, um Versorgungslinien, auf denen vom IS und anderen Terrororganisationen in Syrien gefördertes Öl in die Türkei geschmuggelt würde, vor russischen Luftangriffen zu schützen.
Dezember 2015

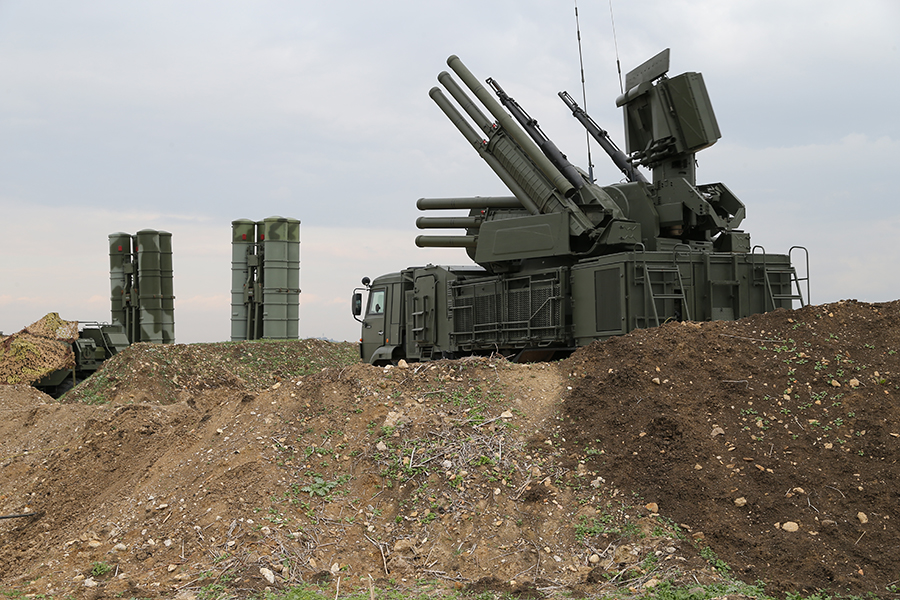
Eine russische Flugabwehrbatterie im Dezember 2015. Ein Panzir-S1-kurzstreckenluftsystem und zwei Startfahrzeuge für S-400-Langstreckenflugabwehrraketen bei Latakia

Nach Einschätzung von Beobachtern befand sich das russische Landungsschiff Zesar Kunikow (Projekt 775), als es am 5. Dezember die Bosporus-Meerenge passierte, auf dem Weg nach Syrien. An Deck befand sich dabei ein Soldat mit einem Igla-MANPADS. Der türkische Außenminister Çavuşoğlu bezeichnete den Auftritt als „Provokation“. Die türkische Regierung bestellte wegen des Vorfalls den russischen Botschafter ein.
Nachdem in den vergangenen drei Tagen Tu-22M-Bomber 60 Kampfeinsätze geflogen haben, startete am 8. Dezember das U-Boot Rostow-na-Donu aus dem östlichen Mittelmeer mehrere Kalibr-Marschflugkörper gegen IS-Ziele in Syrien.
Der Führer der von Saudi-Arabien unterstützten islamistischen Rebellenorganisation Dschaisch al-Islam (Syrien), Zahran Alloush und fünf weitere Anführer der Organisation, starben am 25. Dezember 2015 nahe dem Ort Otaya südlich von Duma durch einen russischen Luftangriff. Alloush war auch Militärchef der Islamischen Front und kam 2011 in einer Amnestie der syrischen Regierung aus dem Gefängnis Sednaya bei Damaskus frei.
Januar 2016
Der im Oktober 2015 an die syrische Küste entsandte Lenkwaffenkreuzer Moskwa kehrte nach Sewastopol zurück.
Ende Januar 2016 flogen russische Bomber zahlreiche Einsätze nördlich der Metropole Aleppo zur taktischen Unterstützung vorrückender syrischer Bodentruppen, die sich hauptsächlich aus schiitischen Milizen aus dem Irak und Afghanistan zusammensetzen sollen und von der Islamischen Republik Iran aufgestellt wurden.
Februar 2016
Die seit Kriegsbeginn eingeschlossenen Orte Nubul und al-Zahraa wurden Anfang Februar aus der Umschließung verschiedener Rebellengruppen befreit, durch diese Bewegung stand die Einschließung der Rebellenkräfte (und der Zivilisten in deren Gebieten) in Aleppo selbst am 4. Februar 2016 kurz bevor. Das löste nach türkischen Angaben neue Fluchtbewegungen tausender Menschen in Richtung Türkei aus.
März 2016
Am 15. März 2016 begannen die russischen Streitkräfte mit dem am Vortag von Präsident Putin angekündigten Teilabzug der Truppen. Den Kampf gegen Terrorismus wolle Russland weiterführen. Nach Angaben des Verteidigungsministers Sergei Schoigu habe der russische Militäreinsatz bis zu jenem Zeitpunkt ca. 2000 islamistische Kämpfern allein aus Russland vernichtet, 209 Anlagen der Ölindustrie und 2912 Öltanklaster zerstört. Zudem hätten die russischen Luftangriffe der syrischen Armee die Wiederherstellung einer Landverbindung nach Aleppo ermöglicht, die Befreiung von 400 Ortschaften und ca. 10.000 Quadratkilometer Fläche (vor allem in den Provinzen Homs, Hama und Latakia) sowie die Unterbrechung wichtiger Versorgungslinien der Kämpfer aus der Türkei.
Bei russischen Luftangriffen auf Stellungen des IS nahe der syrischen Stadt Palmyra zur Unterstützung der syrischen Bodenoffensive wurden am 19. März mindestens 18 Kämpfer getötet.
April 2016
Der Nachschub aus der Luft und über See aus der Russischen Föderation für das Kontingent in Syrien lief nach Einschätzung von Beobachtern vom 15. April seit Jahresbeginn ungebremst weiter. Die Zahl der Kampfhubschrauber auf der Luftwaffenbasis Hmeimim erhöhte sich deutlich von sieben auf 14, darunter seit Februar auch die Typen Ka-52 und Mi-28N, und nur sieben von 29 Flugzeugen seien bislang abgezogen worden. Die Beobachter werteten die Veränderungen als Anpassung an die Bedürfnisse der syrischen Bodentruppen, die mehr direkte Unterstützung benötigten. So sei die Eroberung von Palmyra von russischen Kampfhubschraubern unterstützt worden.
Mai 2016
Bei Tiyas zerstörten IS-Kämpfer nach eigenen Angaben vier Kampfhubschrauber und etwa 20 Lastkraftwagen der Russischen Föderation durch eine Explosion auf einem Flugfeld, das zuvor von Regierungstruppen dem IS abgenommen worden war. US-Analysten bestätigten die Zerstörungen mit Hilfe von Luftaufnahmen; Repräsentanten der Föderation stritten Verluste ab.
Panzir-S1 und andere russische Systeme waren an mehreren Orten innerhalb Syriens, auch in Palmyra stationiert, die Anzahl der dazugehörigen Truppen ist nicht bekannt.
Juni 2016
Am 20. Juni sollen russische Flugzeuge einen Stützpunkt der Neuen Syrischen Armee bei Al-Tanf im Gouvernement Deir ez-Zor angegriffen haben. Die USA starteten darauf angeblich zwei F/A-18-Jagdbomber, die die russischen Flugzeuge abdrängten. Als die Amerikaner zum Auftanken abdrehten, sollen die russischen Bomber die Basis erneut angegriffen haben. Nach NSA-Angaben wurden durch abgeworfene Streubomben 2 Kämpfer getötet und 18 weitere verwundet. Die russische Seite erklärte später, dass der Ort ihres Bombenangriffs 300 Kilometer entfernt von der Position liege, die ihnen die Amerikaner zuvor als Standort der gemäßigten Rebellen mitgeteilt hätten.
Einen Monat später, am 22. Juli, wurde durch Medienberichte bekannt, dass Spezialeinheiten der USA und Großbritanniens auf dem Stützpunkt stationiert waren und SAS-Angehörige die Anlage erst 20 Minuten vor dem Luftangriff verlassen hatten.
Juli 2016
Am Morgen des 14. Juli 2016 bombardierten sechs Bomber vom Typ Tu-22M3 verschiedene Ziele östlich von Palmyra. Ziele waren ein Kommandoposten, ein Trainingslager sowie zwei Ölverladestationen des IS.
August 2016
Am Nachmittag des 1. August wurde ein russischer Hubschrauber des Typs Mi-8AMTSch im Großraum von Aleppo abgeschossen. Das Luftfahrzeug befand sich auf dem Weg zur Luftwaffenbasis Hmeimim bei Latakia. Alle fünf Insassen kamen ums Leben. Nach russischen Angaben war die Mi-8 auf einer humanitären Mission. Auf Videoaufnahmen der Abschussstelle ist neben dem Wrack ein B-8W20-Raketenstartbehälter zu sehen.
Nach Presseberichten gelang es sunnitischen Islamistengruppen Anfang August, durch verstärkte Hilfen aus Katar und Saudi-Arabien den Belagerungsring um Aleppo von außen zu durchbrechen. Russische Stellen gaben am 10. August bekannt, täglich von 10 bis 13 Uhr ihre Luftangriffe in der Region einstellen zu wollen, um Hilfstransporte für die Zivilbevölkerung in die Stadt zu ermöglichen.
Am 8. August bombardierten Tu-22M3-Bomber verschiedene Ziele bei Aleppo und östlich von Palmyra.
Am 16. August gab das russische Verteidigungsministerium bekannt, dass erstmals russische Su-34- und Tu-22M3-Bomber vom Militärflugplatz Hamadan in Iran starteten, um verschiedene sunnitische Islamistengruppen bei Aleppo und in der Provinz Idlib in Syrien anzugreifen. Nach wenigen Tagen wurden diese Einsätze eingestellt und die Flugzeuge von Iran nach Russland zurück verlegt.
Am 19. August 2016 wurden von Kriegsschiffen im östlichen Mittelmeer Marschflugkörper auf Kommandoposten, Munitionsdepots und Waffenfabriken der Al-Nusra-Front abgefeuert.
November 2016
Das russische Militär begann am 15. November 2016 eine Offensive in Idlib und Homs. Dabei wurden mehrere Marschflugkörper von der Fregatte Admiral Grigorowitsch abgeschossen, außerdem starteten vom Flugzeugträger Admiral Kusnezow mehrere Suchoi Su-33 Kampfjets. Nach dem Start auf dem Flugzeugträger wurden die trägergestützten Kampfflugzeuge für weitere Einsätze auf den Militärflugplatz Hmeimim überführt.
Dezember 2016

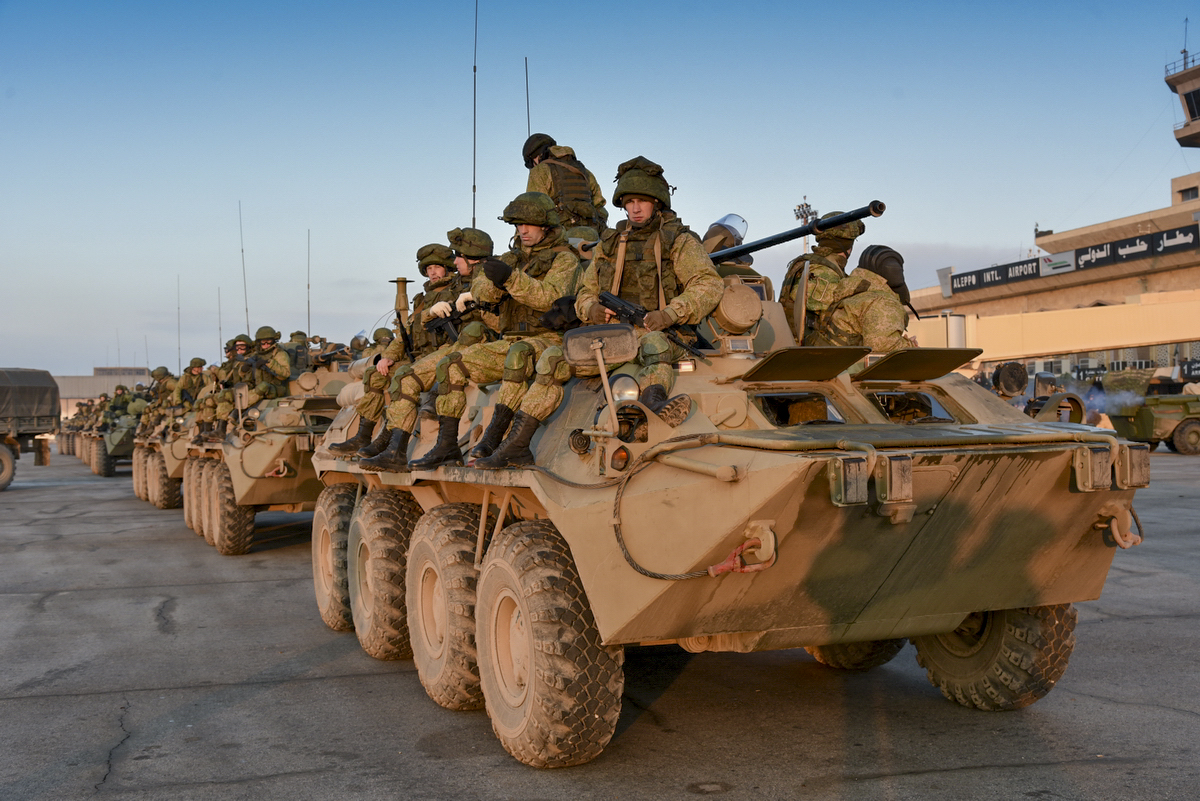
Russische Soldaten am Flughafen Aleppo im Dezember 2016.

Am 22. Dezember 2016 verkündete die syrische Führung die endgültige „Befreiung“ von Aleppo, Russlands Präsident Putin gratulierte dem syrischen Machthaber Baschar al-Assad dazu telefonisch. Weiterhin kontrollieren bewaffnete Kämpfer Gebiete am westlichen Stadtrand von Aleppo, die sie für Raketenangriffe auf westliche Bezirke von Aleppo nutzen. Dabei wurden laut der syrischen Agentur Sana mehrere Zivilisten getötet und weitere verletzt.
Zum Ende der Schlacht um Aleppo im Dezember begannen russische Bodentruppen in der Stadt einzutreffen, die beim Räumen von Minen und Sprengfallen helfen sollen.

### 2017 und 2018
Januar 2017
Am 17. Januar 2017 griffen sechs Tu-22M3-Bomber Ziele des IS im Gebiet von Deir ez-Zor an. Jedes Flugzeug warf zwölf OFAB-250-270-Sprengbomben ab. Die Bomber erhielten während des Einsatzes Begleitschutz von Su-30 und Su-35-Kampfflugzeugen welche zuvor auf dem Militärflugplatz Hmeimim gestartet waren.
Mai 2017
Die russische Militärpolizei rückte im Mai 2017 in Homs in ein oppositionelles Viertel ein, welches je nach Sichtweise evakuiert oder aber zwangsgeräumt worden war.
Juni 2017
Wegen des Abschusses eines syrischen Jagdbombers vom Typ Su-22 am 18. Juni durch eine US-amerikanische F/A-18 kündigte Russland am Folgetag die Sicherheitszusammenarbeit mit den Vereinigten Staaten im syrischen Luftraum auf. Zudem wurde angekündigt, alle Luftfahrzeuge im syrischen Luftraum westlich des Euphrats künftig als Ziele behandeln.
Juli 2017
Am 5. Juli, griffen russische Langstreckenbomber Tupolew Tu-95MS nach russischen Staatsmedien mit Marschflugkörpern Ch-101 Ziele der Terrormiliz IS an der Grenze der syrischen Provinzen Hama und Homs an. Als Folge des Luftangriffs seien drei große Waffenlager und ein Kommandoposten des IS nahe der syrischen Stadt Akerbat zerstört.
Oktober 2017
Am 10. Oktober gaben russische Stellen den Verlust eines Su-24-Jagdbombers bekannt. Die Maschine sei nach dem Start in Hmeimim abgestürzt, die Besatzung habe sich retten können.
Am 14. Oktober gab die syrische Armee die Eroberung der Stadt al-Mayadin im Gouvernement Deir ez-Zor bekannt. Ihr Vorgehen war von der russischen Luftwaffe unterstützt worden.
Am 22. Oktober wurde bekannt, dass die syrische Armee und die Tiger Forces das Dorf Mahkan und die Stadt al-Quriya südlich von al-Mayadin erobert hatten. Außerdem wurde bestätigt, dass die Stadt Chischam östlich von Deir ez-Zor ebenfalls von der Terrormiliz IS zurückerobert wurde.
November 2017
Am 23. November berichtete das russische Verteidigungsministerium von einem erneuten massiven Luftschlag gegen die Terrormiliz IS im Gouvernement Deir ez-Zor. Tupolew Tu-22M3-Bomber griffen den Berichten zufolge Ziele der Dschihadisten nahe der Stadt Abu Kamal an. Dabei wurden Kämpfer der Terroristen getötet und ihre Ausrüstung zerstört. Außerdem beteiligten sich Su-24-Jagdbomber vom russischen Militärflugplatz Hmeimim mit präzisen Einzelangriffen. Die Zerstörung aller vorgegebenen Ziele wurde daraufhin bestätigt. Su-30SM und Su-35S Kampfjets, ebenfalls am Militärflugplatz Hmeimim stationiert, leisteten den Bombern bei ihren Angriffen Begleitschutz.
Dezember 2017
Am 27. Dezember berichteten regierungsnahe Stellen in Syrien, dass mindestens zwei 122-mm-Raketen (der BM-21 Serie) von Extremisten in Richtung des russischen Militärflugplatz gestartet wurden und durch das am Stützpunkt stationierte Flugabwehrraketen-System Panzir-S1 abgefangen wurden. Daraufhin wurden mindestens zehn Vergeltungsschläge russischer Kampfjets in dem Gebiet, von dem aus die Raketen gestartet wurden, registriert.
Februar 2018
Am 3. Februar wurde ein russisches Erdkampfflugzeug vom Typ Su-25 über Syrien, nach Angaben der Syrischen Beobachtungsstelle für Menschenrechte bei Sarakeb, abgeschossen. Der Pilot Roman Nikolajewitsch Filipow habe sich zunächst mit dem Fallschirm retten können, sei aber anschließend am Boden während eines Feuergefechts (allenfalls durch sich selbst) getötet worden.
Mai 2018
Anfang Mai stürzte eine Su-30, ohne beschossen worden zu sein, nach dem Start vom Militärflugplatz Hmeimim ins Meer, wobei beide Piloten ums Leben kamen. Am 7. Mai starben zwei Piloten beim Absturz eines Kampfhubschraubers Ka-52, welcher möglicherweise beschossen worden war. Die offiziellen russischen Stellen sprachen jedoch von technischen Gründen.
September 2018
Anfang September 2018 beteiligten sich russische Flugzeuge an schweren Bombardements in der 2017 als „Deeskalationszone“ definierten Region von Idlib.
In der Nacht zum 18. September 2018 verlor das Kommando den Kontakt zu einer Il-20. Die Maschine war versehentlich von der syrischen Luftabwehr abgeschossen worden.

### Offensive syrischer Regierungstruppen 2019 und 2020
Die Militäroffensive der syrischen Regierungstruppen im Gouvernement Idlib wird durch Einsätze russischer Kampfflugzeuge unterstützt. Als der syrische Vormarsch am Boden stockte und sich Verluste zu häufen begannen, sah sich die russische Führung nach verschiedenen Berichten gezwungen, die syrischen Truppen durch eigene Bodentruppen im Kampf unterstützen zu lassen. Ohne offizielle Bestätigung war Ende August 2019 jedoch unklar, ob aktive Soldaten russischer Spezialeinheiten oder lediglich russische Söldner in die Kämpfe eingegriffen haben.
Ende September 2019 berichtete die syrische Beobachtungsstelle für Menschenrechte, durch den russischen Militäreinsatz in Syrien seien (seit September 2015) 19.000 Menschen (davon 8300 Zivilisten) ums Leben gekommen. Die restlichen Opferzahlen verteilen sich auf ca. 5240 IS-Terroristen und 5485 Kämpfer aller anderen, den russischen Streitkräften feindlich gesinnten, Gruppen. Ende August 2019 rief das russische Militär eine einseitige Waffenruhe im Gouvernement Idlib aus. Ende November brachen Kämpfe mit den Rebellen erneut aus, wodurch die syrischen und russische Luftstreitkräfte innerhalb des darauf folgenden Monats hunderte Angriffe flogen. Im Dezember 2019 sollen nach Aktivistenangaben bei einem russischen Luftangriff mehrere Menschen getötet worden sein, darunter angeblich sechs Kinder.
Ab Dezember desselben Jahres intensivierten die russischen und syrischen Streitkräfte die im April begonnene Offensive im Süden und Osten des Gouvernements Idlib durch eine Erhöhung von Luftangriffen auf extremistische Rebellen, die Haiat Tahrir al-Scham. Der Präsident der Türkei warnte im Hinblick auf die bisherige Flucht und Migration über das Mittelmeer in die EU und das Flüchtlingsabkommen zwischen EU und Türkei vor einer neuen Flüchtlingswelle für die Staatengemeinschaft.
Ende Januar 2020 vermeldete die UNO, dass sich seit Dezember 2019 etwa 520.000 Menschen in Idlib auf die Flucht begeben hatten. Im Dezember sind demnach alleine südlich der Stadt Idlib mehr als 235.000 Menschen in Richtung Norden des Gouvernements, in die Städte Ariha, Idlib und Saraqib oder in bereits überfüllte Flüchtlingslager an der Grenze zur Türkei, geflohen. Laut einem Bericht von Amnesty International haben die russischen und syrischen Streitkräfte zwischen Mai 2019 und Februar 2020 mindestens 18 Angriffe auf Krankenhäuser und Schulen in Syrien verübt. In der Folge haben fünf Kliniken darum schließen müssen.

### Sturz Assads und Russischer Abzug aus Syrien
Gegen die Ende November 2024 begonnene Rebellenoffensive, die den Sturz des Assad-Regimes herbeiführte, waren russische Luftangriffe weitgehend wirkungslos. Russland bombardierte dabei auch das Universitätskrankenhaus in Aleppo. Das russische Militär begann mit dem Sturz des Assad-Regimes am 8. Dezember 2024 mit einem teilweisen Abzug seiner Streitkräfte von dem Militärflughafen Hmeimim und der Marinebasis Tartus.
Syrien machte 2025 teilweise die Zukunft der Basen von der Auslieferung Assads abhängig.